# Zapoteca tehuana
Zapoteca tehuana är en ärtväxtart som beskrevs av Héctor Manuel Hernández. Zapoteca tehuana ingår i släktet Zapoteca och familjen ärtväxter. Inga underarter finns listade i Catalogue of Life.